# Quellflur
Die Quellflur ist eine Vegetationseinheit an Standorten, die durch austretendes Quellwasser im Bereich von natürlichen Quellen geprägt ist.
Man spricht aber auch einfach von Quellfluren, soweit die Quellen flächig aus zahlreichen kleinen Wasseradern austreten, wie Sumpf- und Sickerquellen. Der in erster Linie bestimmende Chemismus der so genannten „Karbonatquellen“ ist basisch bzw. alkalisch und hart, der der „Silikatquellen“ ist sauer und weich.

## Quellfluren in den Wissenschaften

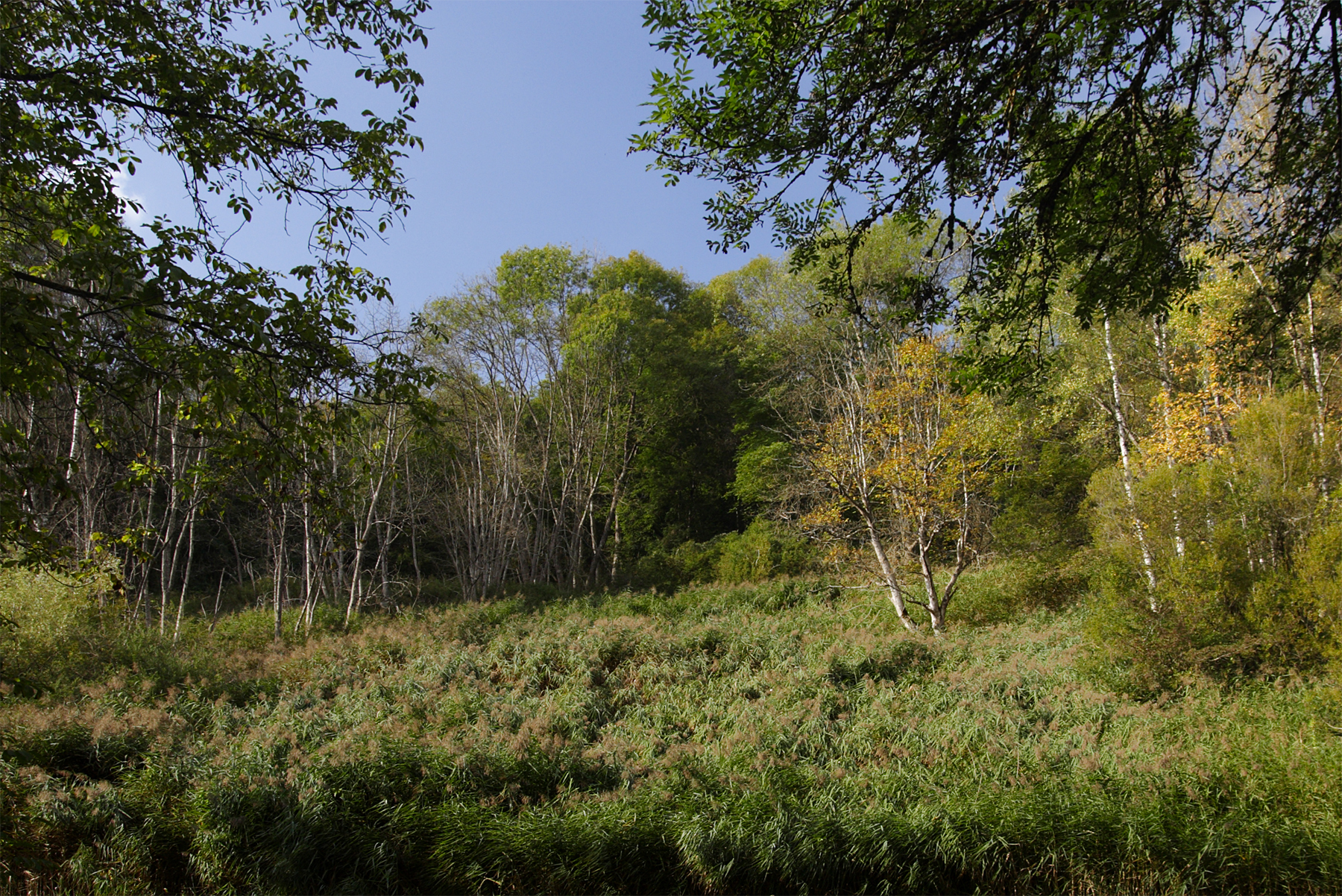
Kalksinter-Quellflur. Stauende Muschelkalkschicht am Talhang des kleinen Flusses Glatt (Nebenfluss des Neckars), westlich des Dorfes Glatt

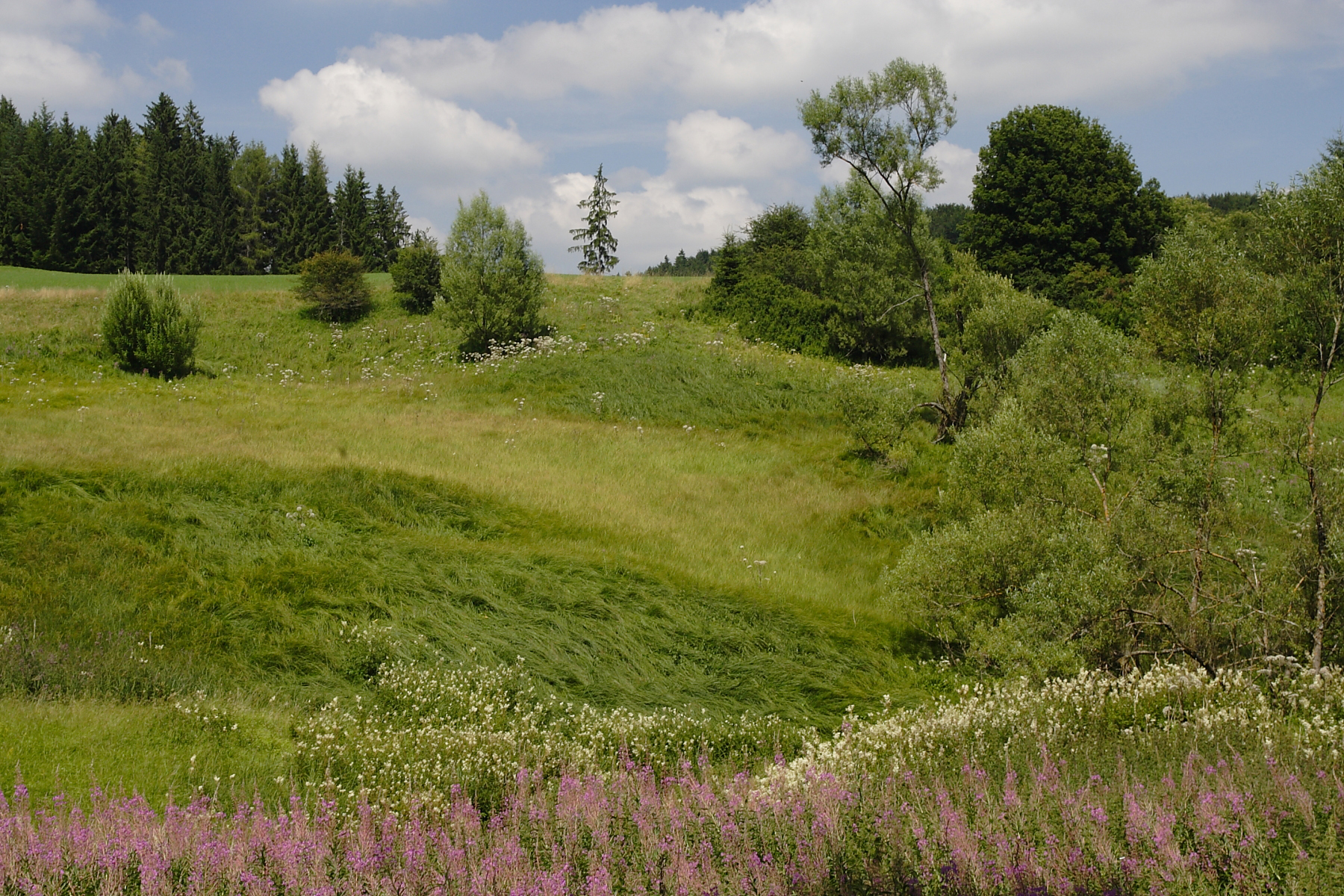
Rest eines Vulkanschlots, Typ Schwäbischer Vulkan, „Maar am Hirnkopf“. Kalkreiche Quellflur am Übergang von Oberjura in stauenden Vulkantuff. Das Quellwasser fließt als Rinnsal in den „Fischbach“ nördlich von Seeburg, Schwäbische Alb

Der Begriff wird als Fachbegriff in der Geologie und der Geobotanik verwendet. In der Pflanzensoziologie und Geobotanik werden Quellfluren als besondere Pflanzengesellschaften gefasst; die mitteleuropäischen Quellfluren gehören dabei zur Klasse Montio-Cardaminetea (benannt nach dem Bach-Quellkraut Montia fontana und dem Bitteren Schaumkraut Cardamine amara als Charakterarten). Quellfluren entstehen durch den Austritt des Quellwassers aus dem Boden oder direkt aus dem Gestein. Der Chemismus des Quellwassers, bestimmt besondere Standortbedingungen in einem Quellbereich und damit auch eine spezialisierte Vegetation.

## Entstehungsbedingungen

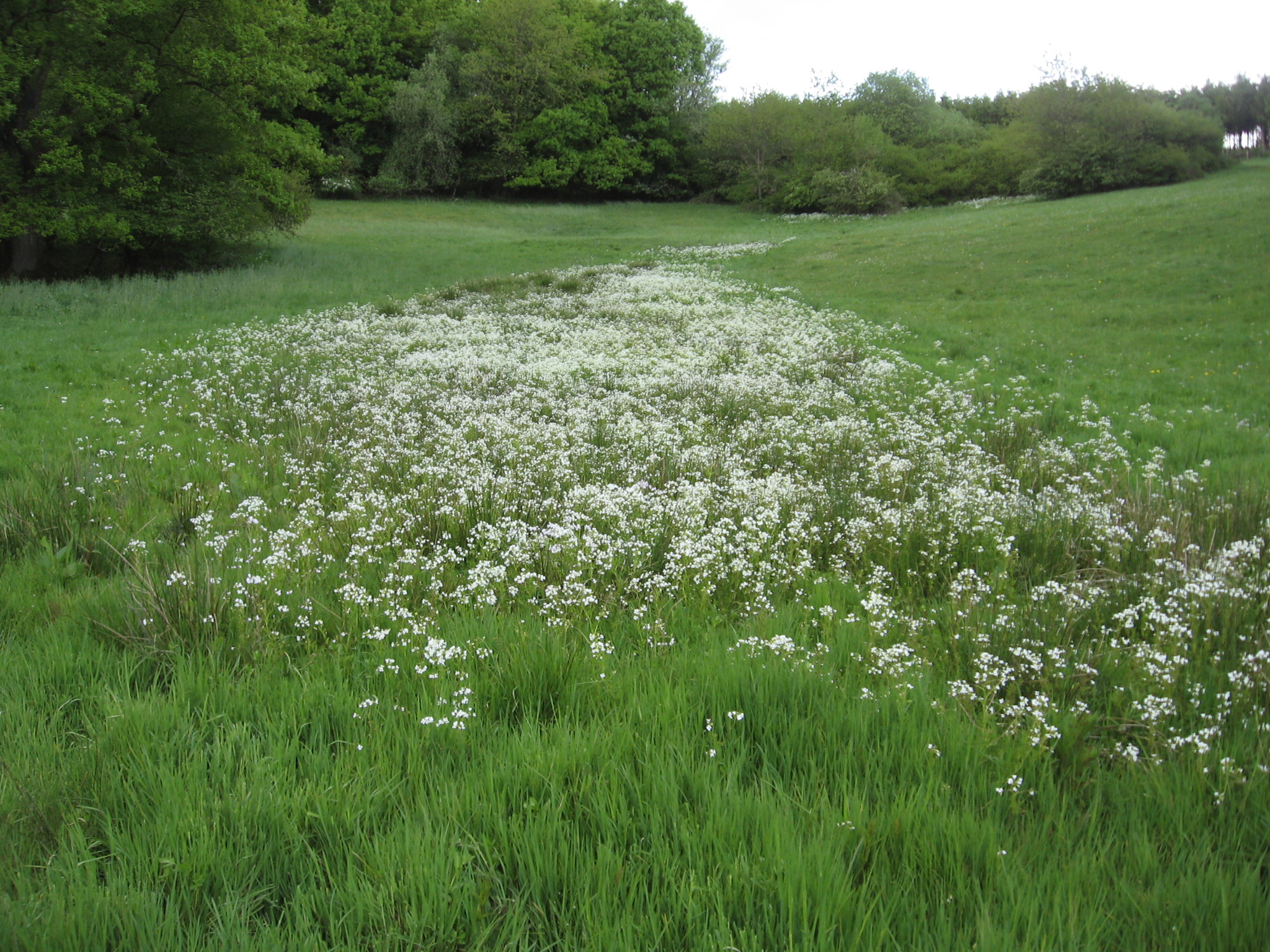
Quellflur mit Bitterem Schaumkraut (Cardamine amara) in einer quellig vernässten Mulde im Grünland. Hochsauerlandkreis, NRW

Quellfluren entstehen durch das Austreten des Quellwassers oder über das Verrinnen des Wassers der Quelle, das so einen Quellbach oder Quellsumpf ausbildet. Drei Quellentypen lassen sich dabei nach Art des Wasseraustritts unterscheiden: Fließquellen (auch Sturzquellen), Teichquellen (oder Tümpelquellen) und Sumpfquellen (oder Sickerquellen). Quellfluren treten vor allem an Sicker- und Sumpfquellen auf.
Bei dem gesetzlich geschützten Naturdenkmal/Geotop „Kalksinter-Quellflur, Sulz am Neckar-Glatt“ in Baden-Württemberg, z. B., sind beide Entstehungsbedingen Sickerquell-Chemismus und durch wenige hoch spezialisierte Pflanzenarten geprägte Biotope erfüllt. Besonders typisch und häufig sind polsterbildende Moosarten. Quellfluren sind geprägt durch meist niedrigwüchsige, krautige Arten und durch Moose. Eventuell auftretende und überschattende Baumarten gehören nicht mehr zur eigentlichen Quellflur. Viele typische Quellfluren liegen nicht im Wald, sondern im Grünland oder in der Vegetation der Gebirge oberhalb der Waldgrenze.

## Verbreitung
Quellfluren entstehen überall im Austrittsbereich von Quellen, sie sind aber in bergigen Regionen häufiger.

## Quellflurtypen
Abhängig von der Art der Quelle bildet sich die Vegetation der Quellflur heraus. Diese ist vor allem abhängig von Temperatur und Kalkgehalt der Quelle. Bei Kalkquellen bildet sich eine Art Kalkgestein, der Quelltuff bzw. Kalktuff. Dieser Vorgang wird durch die Vegetation selbst gefördert. Das Moos Palustriella commutata (früher oft mit dem synonymen Namen Cratoneuron commutatum bezeichnet) entzieht dem Wasser CO2, dadurch wird Kalk an der Pflanze ausgefällt, der im Laufe vieler Generationen von Moospflanzen letztlich Kalktuffformationen bildet.

## Standortanpassungen
Quellfluren haben aufgrund ihrer besonderen Standortbedingungen eine artenarme Flora. Die Temperatur des Wassers ist im Jahresverlauf recht gleichmäßig und in der Vegetationsperiode eher tief, während die Luftfeuchtigkeit permanent recht hoch ist.

## Ökologische Bedeutung
Quellfluren haben eine wichtige ökologische Bedeutung, da sie einen hochspezialisierten Lebensraum darstellen und somit seltene Biotope bilden. Für die Erhaltung der Quellen und somit der Quellfluren kann eine nachhaltige Nutzung nicht am Quellaustritt, sondern im späteren Verlauf der Quelle zu Trinkwasserzwecken ein wichtiger Aspekt sein.

## Naturschutz
Quellen, und damit auch die Quellfluren, sind in Deutschland gesetzlich geschützte Biotope nach § 30 Bundesnaturschutzgesetz. Aufgrund der Zuständigkeit der Bundesländer ist der Schutz im Detail in jedem Bundesland etwas anders geregelt. Zum Beispiel sind sie laut Artikel 13d Abs. 1 Satz 1 des Bayerischen Naturschutzgesetzes ein schützenswertes Biotop.
Eine Gefährdung ist durch landwirtschaftliche Nutzung, Veränderung und Fassung der Quelle, sowie die Vernichtung durch z. B. Wegebau gegeben.